# 12.ª etapa da Volta a Espanha de 2019
A 12.ª etapa da Volta a Espanha de 2019 teve lugar a 5 de setembro de 2019 entre Los Arcos e Bilbao sobre um percurso de 171,4 km e foi vencida em solitário pelo belga Philippe Gilbert da Deceuninck-Quick Step. O esloveno Primož Roglič conseguiu manter o maillot vermelho de líder.

## Classificação da etapa
| \| Classificação por etapas \| Classificação por etapas \| Classificação por etapas \| Classificação por etapas \| Classificação por etapas \| \| Ciclista \| Ciclista \| Equipe \| Tempo \| \| \| ------------------------ \| ------------------------ \| ----------------------------- \| ------------------------ \| ------------------------ \| \| 1. \| Philippe Gilbert \| Deceuninck-Quick Step \| 3h48m18s \| \| \| 2. \| Alex Aranburu \| Caja Rural-Seguros RGA \| + 3s \| \| \| 3. \| Fernando Barceló \| Euskadi Basque Country-Murias \| + 3s \| \| \| 4. \| José Joaquín Rojas \| Movistar Team \| + 22s \| \| \| 5. \| Nikias Arndt \| Team Sunweb \| + 26s \| \| \| 6. \| Tosh Van der Sande \| Lotto-Soudal \| + 29s \| \| \| 7. \| Cyril Barthe \| Euskadi Basque Country-Murias \| + 29s \| \| \| 8. \| Manuele Boaro \| Astana \| + 29s \| \| \| 9. \| Tim Declercq \| Deceuninck-Quick Step \| + 29s \| \| \| 10. \| Valerio Conti \| UAE Team Emirates \| + 31s \| \| |                    |                               |          |
| |                    |                               |          |
| Fonte: ProCyclingStats |                    |                               |          |
| Classificação por etapas |                    |                               |          |
| Ciclista | Ciclista           | Equipe                        | Tempo    |
| 1. | Philippe Gilbert   | Deceuninck-Quick Step         | 3h48m18s |
| 2. | Alex Aranburu      | Caja Rural-Seguros RGA        | + 3s     |
| 3. | Fernando Barceló   | Euskadi Basque Country-Murias | + 3s     |
| 4. | José Joaquín Rojas | Movistar Team                 | + 22s    |
| 5. | Nikias Arndt       | Team Sunweb                   | + 26s    |
| 6. | Tosh Van der Sande | Lotto-Soudal                  | + 29s    |
| 7. | Cyril Barthe       | Euskadi Basque Country-Murias | + 29s    |
| 8. | Manuele Boaro      | Astana                        | + 29s    |
| 9. | Tim Declercq       | Deceuninck-Quick Step         | + 29s    |
| 10. | Valerio Conti      | UAE Team Emirates             | + 31s    |

## Classificações ao final da etapa

### Classificação geral
| \| Classificação geral \| Classificação geral \| Classificação geral \| Classificação geral \| Classificação geral \| \| Ciclista \| Ciclista \| Equipe \| Tempo \| \| \| ------------------- \| ------------------- \| -------------------------- \| ------------------- \| ------------------- \| \| 1. \| Primož Roglič \| Team Jumbo-Visma \| 44h52m08s \| \| \| 2. \| Alejandro Valverde \| Movistar Team \| + 1m52s \| \| \| 3. \| Miguel Ángel López \| Astana \| + 2m11s \| \| \| 4. \| Nairo Quintana \| Movistar Team \| + 3m00s \| \| \| 5. \| Tadej Pogačar \| UAE Team Emirates \| + 3m05s \| \| \| 6. \| Carl Fredrik Hagen \| Lotto-Soudal \| + 4m59s \| \| \| 7. \| Rafał Majka \| Bora-Hansgrohe \| + 5m42s \| \| \| 8. \| Nicolas Edet \| Cofidis, Solutions Crédits \| + 5m49s \| \| \| 9. \| Dylan Teuns \| Bahrain-Merida \| + 6m07s \| \| \| 10. \| Wilco Kelderman \| Team Sunweb \| + 6m25s \| \| |                    |                            |           |
| |                    |                            |           |
| Fonte: ProCyclingStats |                    |                            |           |
| Classificação geral |                    |                            |           |
| Ciclista | Ciclista           | Equipe                     | Tempo     |
| 1. | Primož Roglič      | Team Jumbo-Visma           | 44h52m08s |
| 2. | Alejandro Valverde | Movistar Team              | + 1m52s   |
| 3. | Miguel Ángel López | Astana                     | + 2m11s   |
| 4. | Nairo Quintana     | Movistar Team              | + 3m00s   |
| 5. | Tadej Pogačar      | UAE Team Emirates          | + 3m05s   |
| 6. | Carl Fredrik Hagen | Lotto-Soudal               | + 4m59s   |
| 7. | Rafał Majka        | Bora-Hansgrohe             | + 5m42s   |
| 8. | Nicolas Edet       | Cofidis, Solutions Crédits | + 5m49s   |
| 9. | Dylan Teuns        | Bahrain-Merida             | + 6m07s   |
| 10. | Wilco Kelderman    | Team Sunweb                | + 6m25s   |

### Classificação por pontos
| Classificação por pontos | Classificação por pontos | Classificação por pontos | Classificação por pontos | Classificação por pontos |
| Ciclista                 | Ciclista                 | Equipe                   | Pontos                   |                          |
| ------------------------ | ------------------------ | ------------------------ | ------------------------ | ------------------------ |
| 1.                       | Primož Roglič            | Team Jumbo-Visma         | 89 pts                   |                          |
| 2.                       | Nairo Quintana           | Movistar Team            | 70 pts                   |                          |
| 3.                       | Alejandro Valverde       | Movistar Team            | 61 pts                   |                          |
| 4.                       | Tadej Pogačar            | UAE Team Emirates        | 61 pts                   |                          |
| 5.                       | Alex Aranburu            | Caja Rural-Seguros RGA   | 52 pts                   |                          |
| 6.                       | Sam Bennett              | Bora-Hansgrohe           | 45 pts                   |                          |
| 7.                       | Miguel Ángel López       | Astana                   | 42 pts                   |                          |
| 8.                       | Nikias Arndt             | Team Sunweb              | 39 pts                   |                          |
| 9.                       | Dylan Teuns              | Bahrain-Merida           | 37 pts                   |                          |
| 10.                      | Fabio Jakobsen           | Deceuninck-Quick Step    | 34 pts                   |                          |

### Classificação da montanha
| Classificação da montanha | Classificação da montanha | Classificação da montanha     | Classificação da montanha | Classificação da montanha |
| Ciclista                  | Ciclista                  | Equipe                        | Pontos                    |                           |
| ------------------------- | ------------------------- | ----------------------------- | ------------------------- | ------------------------- |
| 1.                        | Ángel Madrazo             | Burgos-BH                     | 32 pts                    |                           |
| 2.                        | Geoffrey Bouchard         | AG2R La Mondiale              | 21 pts                    |                           |
| 3.                        | Sergio Henao              | UAE Team Emirates             | 20 pts                    |                           |
| 4.                        | Alejandro Valverde        | Movistar Team                 | 18 pts                    |                           |
| 5.                        | Mikel Bizkarra            | Euskadi Basque Country-Murias | 16 pts                    |                           |
| 6.                        | Jetse Bol                 | Burgos-BH                     | 11 pts                    |                           |
| 7.                        | Tadej Pogačar             | UAE Team Emirates             | 10 pts                    |                           |
| 8.                        | Primož Roglič             | Team Jumbo-Visma              | 10 pts                    |                           |
| 9.                        | Hermann Pernsteiner       | Bahrain-Merida                | 10 pts                    |                           |
| 10.                       | Wout Poels                | Team Ineos                    | 9 pts                     |                           |

### Classificação dos jovens
| Classificação dos jovens | Classificação dos jovens     | Classificação dos jovens      | Classificação dos jovens | Classificação dos jovens |
| Ciclista                 | Ciclista                     | Equipe                        | Tempo                    |                          |
| ------------------------ | ---------------------------- | ----------------------------- | ------------------------ | ------------------------ |
| 1.                       | Miguel Ángel López           | Astana                        | 44h54m19s                |                          |
| 2.                       | Tadej Pogačar                | UAE Team Emirates             | + 54s                    |                          |
| 3.                       | Sergio Higuita               | EF Education First            | + 8m10s                  |                          |
| 4.                       | James Knox                   | Deceuninck-Quick Step         | + 13m06s                 |                          |
| 5.                       | Ruben Guerreiro              | Katusha-Alpecin               | + 14m43s                 |                          |
| 6.                       | Kilian Frankiny              | Groupama-FDJ                  | + 16m52s                 |                          |
| 7.                       | Daniel Felipe Martínez       | EF Education First            | + 19m43s                 |                          |
| 8.                       | Óscar Rodríguez Garaicoechea | Euskadi Basque Country-Murias | + 21m13s                 |                          |
| 9.                       | Cristián Rodríguez           | Caja Rural-Seguros RGA        | + 31m27s                 |                          |
| 10.                      | Niklas Eg                    | Trek-Segafredo                | + 31m46s                 |                          |

### Classificação por equipas
| Classificação por equipes | Classificação por equipes     | Classificação por equipes | Classificação por equipes |
| Equipe                    | Equipe                        | Tempo                     |                           |
| ------------------------- | ----------------------------- | ------------------------- | ------------------------- |
| 1.                        | Movistar Team                 | 133h42m43s                |                           |
| 2.                        | Astana                        | + 22m01s                  |                           |
| 3.                        | Team Jumbo-Visma              | + 39m34s                  |                           |
| 4.                        | Mitchelton-Scott              | + 1h10m28s                |                           |
| 5.                        | AG2R La Mondiale              | + 1h10m33s                |                           |
| 6.                        | Euskadi Basque Country-Murias | + 1h17m11s                |                           |
| 7.                        | EF Education First            | + 1h33m08s                |                           |
| 8.                        | Team Sunweb                   | + 1h38m02s                |                           |
| 9.                        | UAE Team Emirates             | + 1h39m28s                |                           |
| 10.                       | Trek-Segafredo                | + 1h39m45s                |                           |

## Abandonos
- Benjamin Thomas, com febre e uma angina bacteriana, não tomou a saída.[2]